# Campang Tiga (Belalau)
Campang Tiga is een bestuurslaag in het regentschap Lampung Barat van de provincie Lampung, Indonesië. Campang Tiga telt 1232 inwoners (volkstelling 2010).